# 中西石焦
中西石焦（なかにし せきしょう、 享保18年（1733年） – 文化4年1月21日（1807年2月27日））は、江戸時代中期後期の日本の画家・篆刻家である。
名は万（よろず）、字を公世、石焦は 号。通称与一右衛門。中万（なかよろず）と修した。

## 略伝
安永年間に浪華に住んでいた。尾張藩に仕える。岡田米山人と交流があった。印譜に『諸名公名譜』。他に『石焦遺稿』がある。享年75。墓所は天満竜海寺。